# Kate Krēsliņa
Kate Krēsliņa, coniugata Vilka (Riga, 14 aprile 1996), è una cestista lettone.

## Carriera
Con la Lettonia ha disputato i Campionati europei del 2017 e i Campionati mondiali del 2018.